# Kammtrogon
Der Kammtrogon (Pharomachrus antisianus, Syn.: Trogon antisianus), zählt innerhalb der Familie der Trogone (Trogonidae) zur Gattung der Pharomachrus.
Der Vogel kommt in Bolivien, Ecuador, Kolumbien, Peru und Venezuela vor.
Das Verbreitungsgebiet umfasst tropischen oder subtropischen feuchten Bergwald, Wolken- und Nebelwald, Waldränder und gelegentlich hohen Sekundärwald von 1400 bis 2800 m in Kolumbien und von 1200 bis 3000 m in Venezuela. Er ist häufig zusammen mit dem Goldkopftrogon (Pharomachrus auriceps) anzutreffen.
Der lateinische Artzusatz kommt von Antis, latinisierte Bezeichnung für die Anden.

## Merkmale
Der Vogel ist 33 bis 34 cm groß. Das Männchen hat einen orange-gelben Schnabel, einen metallisch-grünen Kopf mit einem kurzen Kamm als einziger Vertreter dieser Gattung und eine rote Iris. Das Gefieder ist metallisch smaragdgrün, die Unterbrust bis zu den Unterschwanzdecken ist rot. Die Flügel- und Schwanzdeckenüberragen den Schwanz um etwa 2,5 cm, die äußeren Steuerfedern sind weiß. Gegenüber dem Quetzal (Paromachrus mocinno) ist der Kamm nicht haarartig, so dass der Kopf weniger auffällig ist. Das Weibchen hat einen schwärzlich bis gelben Schnabel, der Kopf ist graubraun nahezu ohne Kamm, die Brust braun, die Schwanzunterseite dunkel mit weißlich gestreiften Steuerfedern, insofern dem Quetzalweibchen sehr ähnlich, lediglich ist der Kopf dunkler und der Schwanz etwas kürzer.
Die Art ist monotypisch.

## Stimme
Der Ruf ist nicht dokumentiert, s. aber Audiodatei.

## Lebensweise
Diese Art ist meist in mittlerer Baumhöhe bis Wipfelnähe anzutreffen. Die Nahrung besteht aus Früchten und Beeren, aber auch aus Insekten, Fröschen und Echsen.
Die Brutzeit liegt zwischen Februar und Juni.

## Gefährdungssituation
Der Bestand gilt als nicht gefährdet (Least Concern).